# The Fall (álbum de Norah Jones)
The Fall es el cuarto álbum de estudio de la cantautora estadounidense Norah Jones, el cual está a la venta desde el día 17 de noviembre de 2009 en Estados Unidos, así mismo también en la tienda virtual iTunes, en México y el resto de Latinoamérica estará a la venta a partir del día 24 de noviembre de 2009

## Antecedentes y producción
La página web de Jones ha declarado que con su nueva producción discográfica titulada "The Fall", la cantante ha tomado un nuevo giro en su carrera como cantante, ya que en este disco se han experimentado y mezclado diferentes sonidos, además de contar con nuevos colaboradores y productores entre los que se encuentran; Jacquire King, un reconocido productor e ingeniero que ha trabajado con  Tom Waits, Kings of Leon o Modest Mouse entre otros.
Está producción discográfica cuenta con compositores reconocidos como; Ryan Adams y Okkervil River'S Will Sheff, así como de su amigo Jesse Harris quien ya ha trabado con ella desde su primera producción discográfica. King también ayudó a Norah Jones a armar un nuevo grupo de músicos para realizar este álbum, incluyendo en las baterías a Joey Waronker (Beck, R.E.M.) y James Gadson (Bill Withers), el teclista James Poyser (Erykah Badu, Al Green), y los guitarristas Marc Ribot (Tom Waits, Elvis Costello), Smokey Hormel (Johnny Cash, Joe Strummer). Jones también ha revelado a la prensa la fotografía de la portada de su nuevo álbum, que incluye un retrato de la fotógrafa Autumn de Wilde.

## Lanzamiento y promoción
El primer sencillo del disco es, "Chasing Pirates", fue lanzado el 13 de octubre de 2009 a través la tienda virtual iTunes.
Como parte de la promoción de este nuevo álbum de la cantante, Norah Jones se presentara en el programa Late Show with David Letterman el día 11 de noviembre de 2009.
- Good Morning America — 16 de noviembre de 2009
- The Colbert Report — 18 de noviembre de 2009
- The View — 23 de noviembre de 2009
- A Prairie Home Companion — 19 de diciembre de 2009

Además la cantante interpretó la canción "It's Gonna Be" en el programa dominical "Bailando con las estrellas" (inglés: Dancing with the Stars), el 20 de octubre de 2009.

## Recepción
“Jones está a lo grande en The fall… una increíble batería de canciones que dirigen inteligentemente a un suplicio romántico”, escribió USA Today, mientras que de Spin apuntó que “The fall ha sido facturado como el álbum de rock de Norah Jones. De hecho es aún más sorprendente que esto, es un registro de alma apasionado”.
Otras publicaciones como el New York Times dijeron “Algunas de sus canciones más indefensas… la señora Jones ha comenzado un nuevo comienzo”. Associated Press escribió: "Jones suena más confidente y estiró su musculatura compositora… Su crecimiento continuado como autora, no sólo como cantante, trae otra dimensión apasionante con The fall".
“Una voz hecha para saltar entre géneros: Flexible, delicada, sin esfuerzo, sexy”, opinó Entertainment Weekly y “su voz, siempre tímida, ahora se encuentra con su sexualidad”, fue lo que declaró People Magazine. La influyente revista británica Mojo publicó en su última edición las siguientes líneas: “Norah Jones ha seguido adelante. El vuelo de su imaginación, llevada por aquellos dedos instintivos en su piano o guitarra… o por la sensualidad de seda de su voz…”, mientras que su compatriota Q dijo que Norah Jones “es ahora una gótica cantante de blues… Los últimos vestigios de jazz ahumado han sido llevados. En cambio, se evoca un blues deliciosamente gótico”

## Lista de canciones
|    | Título                | Escritura                           | Duración |
| -- | --------------------- | ----------------------------------- | -------- |
| 1  | "Chasing Pirates"     | Norah Jones                         | 2:40     |
| 2  | "Even Though"         | Jones, Jesse Harris                 | 3:52     |
| 3  | "Light As a Feather"  | Jones, Ryan Adams                   | 3:52     |
| 4  | "Young Blood"         | Jones, Mike Martin                  | 3:38     |
| 5  | "I Wouldn't Need You" | Jones                               | 3:30     |
| 6  | "Waiting"             | Jones                               | 03:31    |
| 7  | "It's Gonna Be"       | Jones                               | 3:11     |
| 8  | "You've Ruined Me"    | Jones                               | 2:45     |
| 9  | "Back to Manhattan"   | Jones                               | 4:09     |
| 10 | "Stuck"               | Jones, Will Sheff                   | 5:15     |
| 11 | "December"            | Jones                               | 03:05    |
| 12 | "Tell Yer Mama"       | Jones, Jesse Harris, Richard Julian | 3:25     |
| 13 | "Man of the Hour"     | Jones                               | 2:56     |

 Deluxe Version "Bonus Tracks" (Live at The Living Room)
|   | Título             | Escritura         | Duración |
| - | ------------------ | ----------------- | -------- |
| 1 | "It's Gonna Be"    | Jones             |          |
| 2 | "Waiting"          | Jones             |          |
| 3 | "You've Ruined Me" | Jones             |          |
| 4 | "Jesus, etc."      | Wilco cover       |          |
| 5 | "Cry, Cry, Cry"    | Johnny Cash cover |          |
| 6 | "Strangers"        | The Kinks cover   |          |

## Fechas de lanzamiento
| País                      | Fecha                   | Disquera(s) | Formato                            |
| ------------------------- | ----------------------- | ----------- | ---------------------------------- |
| Japón                     | 11 de noviembre de 2009 | EMI         | CD 180-gram vinyl Descarga digital |
| Alemania                  | 13 de noviembre de 2009 | EMI         | CD 180-gram vinyl Descarga digital |
| Países Bajos              | 13 de noviembre de 2009 | Blue Note   | CD 180-gram vinyl Descarga digital |
| Reino Unido               | 16 de noviembre de 2009 | EMI         | CD 180-gram vinyl Descarga digital |
| Francia                   | 16 de noviembre de 2009 | EMI         | CD 180-gram vinyl Descarga digital |
| Estados Unidos de América | 17 de noviembre de 2009 | Blue Note   | CD 180-gram vinyl Descarga digital |
| México                    | 24 de noviembre de 2009 | EMI         | CD 180-gram vinyl Descarga digital |